# Aphelandra sericantha
Aphelandra sericantha är en akantusväxtart som beskrevs av Emery Clarence Leonard. Aphelandra sericantha ingår i släktet Aphelandra och familjen akantusväxter. Inga underarter finns listade i Catalogue of Life.